# Formació del Cairn
La Formació Cairn és una formació geològica del Devonià superior (Frasnià) de la Conca Sedimentària de l'Oest del Canadà Occidental. Va ser anomenat pel Riu Cairn a prop el seu encreuament amb el Riu Southesk dins el Parc Nacional de Jasper per D.J. McLaren l'any 1955. La Formació Cairn és estratigràficament equivalent a la Formació Leduc, una important formació petrolífera d'Alberta. Com la Formació Leduc, la formació Cairn va dipositar-se en ambients escullosos i és altament fossilífera.

## Litologia
La Formació Cairn va dipositar-se com a mudstones en entorns inter i submareals escullosos i posteriorment va ser diagenitzada. Actualment és una dolomia amb porositat vuggy i motlles fòssils. El conjunt de la roca és classificat en el seu conjunt com a floatstone amb estromatopòrids i altres fòssils en una matriu dolomítica.

## Paleontologia
Els estromatopòrids bulbosos són particularment comuns dins de la Formació Cairn, ja que formaven l'escull principal; també s'hi troben estromatopòrids tabulats, Amphipora, coralls rugosos, coralls tabulats com ara Thamnopora, braquiòpodes, crinoids, algues i foraminifers.

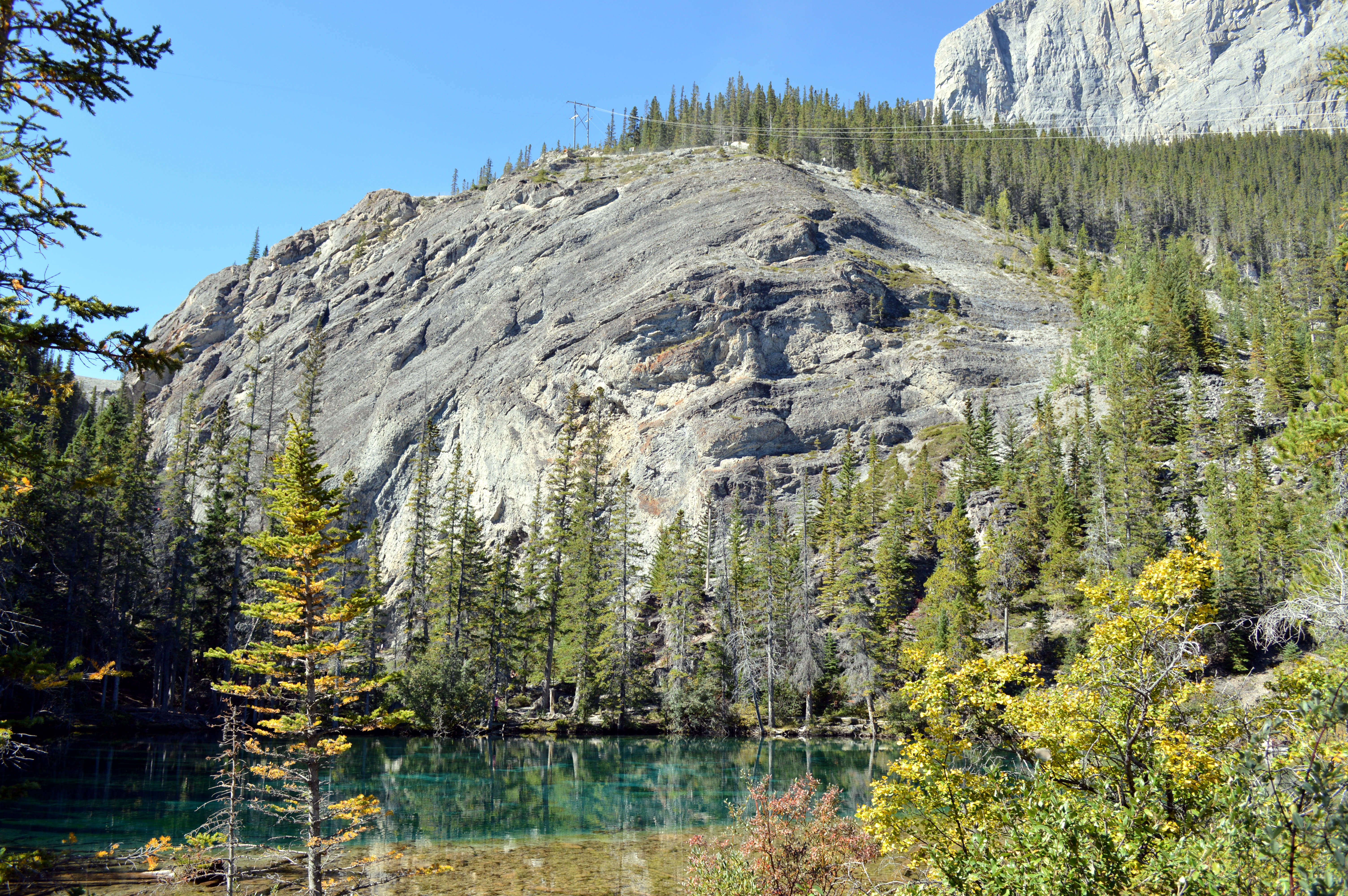
Cairn Aflorament de formació a Grassi Llacs, proper Canmore, Alberta, Canadà.
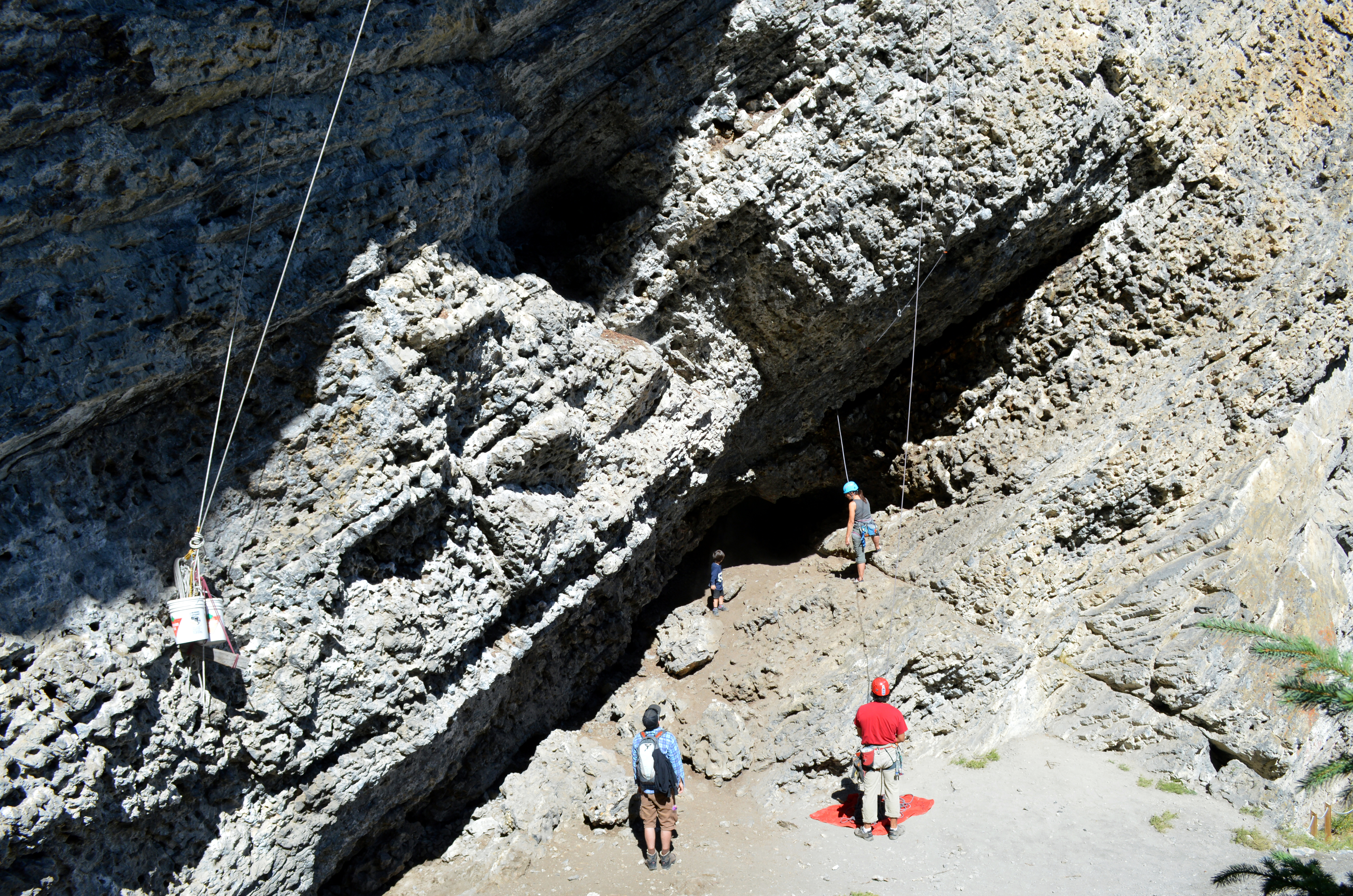
Escalada de rock en el Cairn Formació a Grassi Llacs.
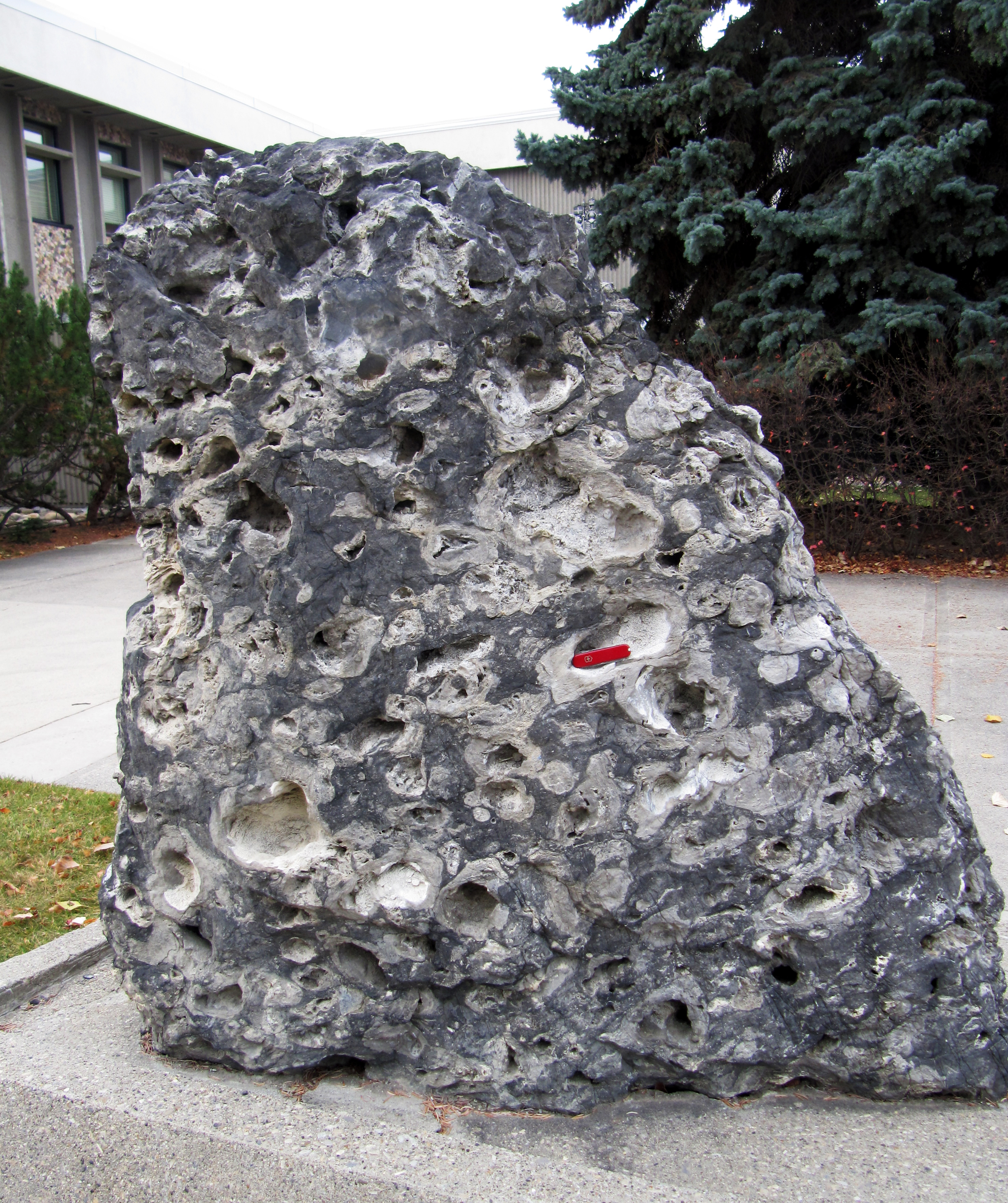
Cairn Formació stromatoporoid l'escull mostrat en Calgary.